# Inga Sempé
Inga Sempé (* 1968) ist eine französische Produktdesignerin, die Möbel, Lampen und andere Designobjekte für Hersteller wie Ligne Roset, Alessi und Baccarat entwirft. 2007 wurde ihr der Red Dot Design Award verliehen.

## Leben
Inga Sempé wurde 1968 als Tochter von Mette Ivers, einer dänischen Grafikerin und Malerin, und dem bekannten französischen Grafiker Jean-Jacques Sempé geboren. Sie studierte an der École nationale supérieure de création industrielle (ENSCI) in Paris und machte 1993 dort ihren Abschluss. Sie ist mit dem Designer Ronan Bouroullec verheiratet und hat zwei Kinder. Inga Sempé lebt und arbeitet in Paris.

## Beruflicher Werdegang
1994 fertigte sie Entwürfe für den australischen Designer Marc Newson an, in den Jahren 1997–1999 für die französische Designerin Andrée Putman. Ab 2000 arbeitete sie für die italienischen Designfirmen Cappellini und Edra und gründet gleichzeitig in Paris eine eigene Firma. Ihr Ideal sind langlebige, einfache, aber nicht minimalistische Objekte.
Wichtig ist ihr die Funktion, die Materialien müssen diese unterstützen: „Sempés Lampen lassen sich ausziehen wie Akkordeons, ihr Koffer-Prototyp für Via ist höhenverstellbar und ersetzt jeden Hotelschrank.“
Für italienische, französische und skandinavische Designfirmen entwirft sie Einrichtungsgegenstände und Designobjekte, etwa für Alessi, Ligne Roset, Baccarat, Tectona, LucePlan, Moustache und den amerikanischen Hersteller Artecnica.

## Werke
Viele ihrer Lampen haben Schirme, die an Fächer erinnern und ein vielfältiges Spiel von Licht und Schatten ermöglichen. Die Pendelleuchte Plissé des Herstellers Luceplan lässt sich wie ein Akkordeon in die Breite ziehen, da das Material plissiert ist.
Im Jahr 2009 brachte der Leuchtenhersteller Moustache die Vapeur-Hänge- und Tischlampen auf den Markt. Charakteristisch dafür sind Schirme aus dicht gefaltetem Tyvek-Flies. Der dünne, papierartige Werkstoff ist entweder weiß oder mit sehr feinen Strichen in zarten Farben bedruckt.
Der schwedische Lampenhersteller Wästberg hat eine Klemmlampe von Inga Sempé im Angebot, die auch stehen und an der Wand hängen kann.

## Ausstellungen
2003 widmete das Musée des Arts décoratifs in Paris Inga Sempé eine Ausstellung.

## Auszeichnungen
2000/2001 war sie Stipendiatin der Villa Medici, einer Einrichtung der Académie de France à Rome. 2003 erhielt sie den mit 8000 Euro dotierten Großen Designpreis der Stadt Paris, 2007 für ihr Polstermöbel Moël den Red Dot Design Award. 2012 war sie Ehrengast der Stockholmer Möbelmesse Stockholm Furniture Fair & Northern Light Fair.